# Fernand Grenier (géographe)
 (mai 2019).
Si vous disposez d'ouvrages ou d'articles de référence ou si vous connaissez des sites web de qualité traitant du thème abordé ici, merci de compléter l'article en donnant les références utiles à sa vérifiabilité et en les liant à la section « Notes et références ».
 (mai 2019).
Pour les articles homonymes, voir Fernand Grenier (homonymie) et Grenier (homonymie).
Fernand Grenier est un géographe, historien et professeur né en 1927 à East Broughton. 

## Biographie

### Études
Fernand Grenier a obtenu un baccalauréat ès arts du Petit séminaire de Québec en 1948, avant de compléter un baccalauréat en philosophie à l'Université Laval en 1948, ainsi qu'une licence ès lettres, histoire et géographie en 1950 et un diplôme d'études supérieures en histoire en 1952. Il part ensuite vers la France pour étudier à Paris à La Sorbonne, où il obtient en 1955 un doctorat et un diplôme d'études supérieures en géographie[réf. nécessaire].

### Carrière universitaire
Fernand Grenier a été professeur de 1950 à 1953 puis de 1955 à 1959 au Séminaire de Québec et jusqu'en 1977 à la Faculté des arts de l'Université Laval. De 1961 à 1967, il y est également directeur de l'Institut de géographie et il devient doyen de la faculté des lettres, fonction qu'il occupe de 1967 à 1973.
Premier directeur général de la TELUQ, il tient ce rôle de 1973 à 1980. Il devient ensuite directeur général des Presses de l'Université du Québec et du magazine Québec Science de 1983 à 1987.

### Implication au sein de la société Québécoise
En plus de sa carrière universitaire, Fernand Grenier a été très impliqué et reconnu pour ses nombreuses initiatives et collaborations. Il a entre autres fondé, en 1956 avec Louis-Edmond Hamelin, Les cahiers de géographie du Québec.

## Honneurs, prix et distinctions
- Prix Raymond-Casgrain (1952)
- Boursier du Gouvernement canadien et du Gouvernement français (1953-1955)
- Socio de Radio Emisoras de Siglo XX, Potosi, Bolivia (1960)
- Membre à vie du Geography Club de l’Université de Toronto (1964)
- Membre à vie de la Société de géographie de Québec (1977)
- Docteur honoris causa de l’Université Athabasca, Edmonton (1979)
- Membre de l’Ordre de la Fleur (1980)
- Certificat de mérite de la Fédération canadienne des Sciences sociales (1990)
- Membre honoraire de l’Association des cadres de la Télé-université (1990)
- Prix de l’Association canadienne des géographes pour services rendus à la profession de géographie (1993)
- Médaillé à titre de géographe émérite à l’occasion du cinquantenaire de l’enseignement de la géographie, Université Laval (1998)[4]
- Médaille d’or du Rayonnement culturel au titre des Lettres françaises et de la Géographie (La Renaissance française, Paris, 1999)
- Officier de l’Ordre du Canada (1999)
- Doctorat honoris causa, Université du Québec (2013)[5]

En 2016 est créée une bourse Fernand Grenier en géographie humaine à l'université Laval.
Officier de l'ordre national du Québec, juin 2019

## Publications
- Gai lon la, Québec, Presses de l'Université Laval, 1952, 96 p.
- Publications des Archives du Séminaire de Québec, vol. I : Papiers Contrecœur et autres documents concernant le conflit anglo-français sur l’Ohio de 1745 à 1756, Québec, Presses universitaires Laval, 1952, XXXIV[C'est-à-dire ?]-485.
- Michelet. Choix de textes et introduction à son œuvre., Québec, Presses universitaires Laval, 1955, 116 p..
- Tables de classification des cartes et atlas géographiques d’après le système de Boggs et Lewis, Québec, Travaux de l’Institut de géographie de l’Université Laval, 1957, 114 pages.
- Développement et coopération technique, Paris, IRFED, 1958, 58 pages.
- Étude préliminaire à la révision de la carte électorale de la province de Québec.  (Cartes en hors-texte), 1962, 52 pages.
- Inventaire toponymique des îles du Saint-Laurent entre Orléans et Anticosti, Québec, Travaux de l’Institut de géographie de l’Université Laval, 1964, 138 p..
- Les noms de lieux de la Beauce  (trois cartes hors-texte à l’échelle de 1:50 000), Québec, Travaux de l’Institut de  géographie de l’Université Laval, 1965, 100 p..
- Atlas du monde contemporain  (88 planches. Index. En collaboration avec Pierre Gourou et Louis-Edmond Hamelin), Montréal, Éditions du Renouveau pédagogique, 1967.
- Le Québec : Cours secondaire et collégial, Montréal, E.R.P.I., coll. « Géographie contemporaire – Hamelin-Grenier », 1971, 81 pages.
- Le Québec, Toronto, University of Toronto Press, coll. « Études sur la géographie du Canada-Studies in Canadian Geography », 1972, 110 p..
- Atlas Québec-Canada  (24 planches), Montréal, Éditions du Renouveau pédagogique, 1977.
- Nouvel atlas du monde contemporain  (97 planches), Montréal, Éditions du Renouveau pédagogique, 1978.
- Géographie physique, Toronto, Macmillan, 1979, 340 p.Adaptation et traduction de Physical Geography de Smythe et al.
- Nouvel Atlas Québec-Canada  (40 planches), Montréal, Éditions du Renouveau pédagogique, 1980.
- Le Canada dans le monde.  (27 cm. Ouvrage illustré de 18 tableaux originaux de Rémi Clark), Ottawa et Québec, Fondation d’études du Canada, 1982, 91 pages.
- Noms et lieux du Québec (Dictionnaire illustré), 1994.
- The Macmillan School Atlas, Montréal, Guérin, 2000.
- Jean-Baptiste Trudeau : Voyage sur le Haut-Missouri (1794-1796), Québec, Septentrion, 2006, 247 pages (lire en ligne)
- Jean-Baptiste Trudeau sur le haut Missouri (1794-1796), Québec, Septentrion, 2006, 171 p.Publication sur cédérom. Grand format des pages. Édition comparée et annotée des versions originales connues du Journal de voyage et de la Description du haut Missouri
- Journaux de/The Journals of Pierre-Louis de Lorimier, 1777-1795., Québec et Montréal, Septentrion et Baraka Books, 2012, 205 pages (lire en ligne).